# Ghetto Fabulous Gang
Le Ghetto Fabulous Gang, Ghetto Fabulous ou Ghetto Fab, est un collectif et label indépendant français. Les membres originels sont issus de la banlieue nord de Paris, et sont originaires de la Seine-Saint-Denis et de Seine-et-Marne, ; ils incluent cinq rappeurs : Alpha 5.20 (fondateur, producteur et propriétaire du Ghetto Fab'), O'Rosko Raricim (rappeur solo), Shone (considéré comme le successeur d'Alpha 5.20), KER (plus ou moins actif dans la scène) du groupe Holocost et aussi Malik Bledoss (Relativement peu actif dans le rap).
Le Ghetto Fabulous Gang est une multinationale spécialisée dans l'industrie musicale, l'audio-visuel (Ghetto Fabulous Film), le textile (Ghetto Fabulous Wear, Africaine City et HLM Wear), la production (Ghetto Fabulous Gang et Hors la Loi Music) et de divers investissements dans différents domaines (l'immobilier « humanitaire », par exemple).
Gravitent autour du Ghetto Fabulous Gang des groupes tels que 93 Étandard, C4 Explosif, Coroner, Styladone, Alpha Ayko, Face Gambla, VF Gang, Hors-la-Loi Music, Altess Music, La Comera, LMC Click, ou encore des rappeurs comme  KHF et Ab 2 L'shéfa. Actuellement, si Shone et KER d'Holocost restent dans le monde du rap, Alpha 5.20, Orosko Raricim ont officiellement mis un terme à leur carrière musicale. Malik Bledoss à lui plus rien sorti de nouveau depuis 2017.

## Biographie
Ghetto Fabulous Gang est fondé par le rappeur Alpha 5.20, d'origine sénégalaise, résident d'Épinay-sur-Seine en Seine-Saint-Denis. Le collectif regroupe les rappeurs O'Rosko Raricim (du Quartier Pierre Collinet à Meaux, en Seine-et-Marne), Shone et K.E.R (du quartier La Forestière à Clichy-sous-Bois en Seine-Saint-Denis),du groupe Holocost, et Malik Bledoss (des Bosquets à Montfermeil)
En 2010, le collectif publie la mixtape Retour vers le futur, Part. 1 - Ghetto Fab soldats, suivie d'un second volet[source secondaire souhaitée]. En novembre 2011, le Ghetto Fab lance sa propre boisson énergisante appelée G'Z. À la suite d'un problème de fabrication, Quoi de neuf 2, le onzième album de Shone, est publié sur iTunes. Le rappeur indique que l'album sera en vente physique au stand Ghetto Fab de Clignancourt en juin 2012. Le 22 avril 2013, les membres du collectif participent à l'événement La Mort du Rap Game. Gradur annonce sa venue au concert Ghetto Fab Show de novembre 2014. En octobre 2014, les Ghetto Fab publient un nouveau single intitulé Gaz Lacrymogène avec Iron Sy et Sinik. En novembre 2014, Gradur n'assiste pas au Ghetto Fab Show volume 1, car en garde à vue.
En janvier 2016, Shone présente un nouveau morceau intitulé Mafia Kainfry, suivi du titre Wouh! en avril 2016.

## Thèmes
Les thèmes abordés dans leur rap tournent généralement autour de la vie de leurs quartiers, de gangsters et de vendeurs à Clignancourt. Ils sont très fiers de leurs origines africaines et certains d'entre eux n'hésitent pas à porter les traditionnels boubous. Dans leurs clips, on peut fréquemment apercevoir de l'argent en grosses coupures et des armes à feu. Leur rap est considéré comme rap hardcore.

## Discographie

### Discographies individuelles

#### Alpha 5.20

##### Albums
- 2006 : Vivre et mourir à Dakar
- 2010 : Scarface d'Afrique : la mort avant le déshonneur

##### Mixtapes
- 2002 : Boss 2 Panam, Vol. 1
- 2003 : Boss 2 Panam, Vol. 2
- 2004 : Boss 2 Panam, Vol. 3
- 2006 : Rakailles 3
- 2007 : 2025 Avant Rakailles 4
- 2007 : 3025 Avant Rakailles 4
- 2008 : Rakailles 4
- 2009 : 4025 Quoi de Neuf PD ?
- 2016 : Thug Matrix
- 2017 : Blood : le sang des martyrs

##### Bandes originiales
- 2010 : African Gangster

#### Shone

##### Albums
- 2006 : L'argent 2 la Brinks (avec Holocost)
- 2008 : Délinquance juvénile
- 2011 : Jusqu'à ce que la mort les emporte

##### Mixtapes
- 2006 : La crème du crime
- 2009 : Associations de malfaiteurs
- 2010 : La crème du crime 2
- 2010 : Grammes, Kilos, Tonnes (avec Miko de 93 Étendard)
- 2012 : Quoi de neuf PD ? Vol.2
- 2013 : MDRG, Vol.1
- 2014 : MDRG, Vol.2

#### O'Rosko

##### Albums
- 2011 : L'ange 2 l'apocalypX

##### Mixtapes
- 2003 : Misanthrope
- 2004 : Nouvelle race
- 2006 : 77 Souter'1
- 2006 : 77 Souter'1, Vol.2
- 2007 : Vendetta
- 2008 : Code urb'1 : Veni Vedi Vici
- 2008 : Boss du 77 : Chapitre Final
- 2009 : 77 Souter'1, Vol.3 : La Vida Loca

#### K.E.R

##### Albums
- 2006 : L'argent de La Brinks (avec Holocost)

##### Mixtapes
- 2007 : État d'esprit Merro Merro

#### Malik Bledoss

##### Albums
- 2008 : Cimetière des Armes Lourdes
- 2010 : Public Enemy

##### Mixtapes
- 2010 : Retour vers le futur, Part. 1 - Ghetto Fab soldats[4]
- 2011 : Retour vers le futur, Part. 2 - Ghetto Fab soldats
- 2013 : Colombiano

### Apparitions
- 2006 : Ghetto Fabulous Gang - Bicrave (sur la mixtape Phonographe)
- 2006 : Ghetto Fabulous Gang & C4 Explosif - On défonce (sur la mixtape Interdit en radio Vol.2)
- 2006 : Ghetto Fabulous Gang - La Tess m'appelle (sur la compilation Lyrical K'Libre)
- 2006 : Ghetto Fabulous Gang - Featuring Force (sur la compilation 93 paranoïak)
- 2006 : Ghetto Fabulous Gang - Le Biz Malhonnête (sur la compilation Police)
- 2007 : Ghetto Fabulous Gang & K-Fear - Tous les quartiers (sur la compilation 19 grammes Vol. 1)
- 2008 : LMC Click feat Ghetto Fabulous Gang - Fait divers (sur la mixtape Représente ta rue vol. 2)
- 2008 : Ghetto Fabulous Gang - Le Hood m'écoute (sur la compile Self-défense)
- 2008 : Luxen feat Ghetto Fabulous Gang - C'est nous la rue (sur l'album Mentalité Bagdad)
- 2008 : Acid feat Ghetto Fabulous Gang - À chaque jour (sur l'album Anti-thèse)
- 2009 : Ghetto Fabulous Gang - Dakar n'a peur de personne (sur la compilation Les yeux dans la banlieue vol.2)
- 2010 : 400 Hyènes feat Ghetto Fabulous Gang - On lâche rien (sur l'album L'esprit du clan)

## Médias

### Ghetto Fabulous Film
En plus de la production musicale, Alpha 5.20 monte une filiale audio-visuelle qui appelée Ghetto Fabulous Film, spécialisée dans les projets DVD, clips ou films.

### Hors La Loi Music
Hors la Loi Music (HLM) est un label discographique, et une filiale de Ghetto Fabulous Gang, fondée et créée en 2008 par Alpha 5.20, dans le but de développer et de produire des artistes pas assez exposés. Même si Alpha 5.20 a toujours développé de jeunes artistes issus de banlieues difficiles, Hors la Loi Music ne fait que concrétiser la démarche de production d'artistes extérieurs au Ghetto Fabulous. Hors la Loi Music publie le premier volume de la compilation Vie 2 chakal le 23 mars 2009.
Les artistes signés chez Hors la Loi Music sont Sambastoss, Pepkal (VF Gang), Doyen OG et D.O.Z[source secondaire souhaitée]. La plupart des rappeurs signés sur le label sont des rappeurs dits « gangsta ».

### Ghetto Fabulous Textile
Alpha 5.20 et le Ghetto Fabulous Gang sont à la tête de trois marques de Street Wear : Ghetto Fabulous Gang Wear, Africaine City, et HLM (Hors la Loi) Wear.